# Irina Kalinets
Irina Onúfriïvna Kalinets (ucraïnès: Іри́на Ону́фріївна Калине́ць, rus: Ири́на Ону́фриевна Калине́ц, 6 de desembre de 1940, Lviv - 31 de juliol del 2012, Lviv) fou una poetessa, escriptora, activista ucraïnesa i dissident soviètica durant la dècada del 1970. Kalinets era l'esposa d'un altre destacat dissident soviètic, Íhor Kalinets.

## Infància
Nasqué en una família de fidels de l'Església grecocatòlica ucraïnesa, perseguida a la Unió Soviètica. El seu pare, Onufri Ivànovitx Stàssiv, era un treballador de la localitat de Bratkovitxi, al districte de Horodok. La seva mare - Hanna Dmítrivna Stàssiv (Petik), provenia d'una família camperola del llogaret de Malnivska Volia, raion de Mostiska. Entre els familiars d'Irina hi havia persones relacionades amb l'OUN. En els anys de la postguerra fou testimoni de l'expulsió en massa d'ucraïnesos Sibèria. Des de la infància somiava ferventment somiat amb la independència d'Ucraïna.

## Educació
Kalinets es va llicenciar en filologia a ka Universitat de Lviv. Després d'això, va ensenyar llengua i literatura ucraïneses en el curs preparatori de l'Institut Politècnic de Lviv. També va publicar poemes per a nens en publicacions periòdiques.

## Activitat dissident
Irina i el seu marit Íhor Kalinets eren amics íntims de destacats dissidents i presos polítics, com ara Valentín Moroz Viatxeslav Txornovil, Vassil Stus, Mikhailo Horinn, Stefània Xabatura, Ivan Hel.
Durant la segona onada de represàlies de Bréjnev fou acomiadada per parlar en defensa dels artistes perseguits en 1970. Posteriorment va treballar com a teixidora. Va ensenyar llengua i literatura a l'escola.
El juliol de 1970 va signar una protesta, amb 9 ciutadans de Lviv, en contra de la detenció de Valentín Moroz. En la tardor d'aquest mateix any el seu marit va enviar una petició a l'Oficina del fiscal de l'URSS per tal d'obtenir permís per assistir al judici de Moroz. Va escriure una carta al president del Consell de Ministres de l'URSS O. Kosihinu en nom dels familiars i amics de Moroz, i una carta al Soviet Suprem de protesta contra les irregularitats produïdes durant el judici. Al desembre de 1971 ella i Petrò Iakir, Vassil Stus, Leonid Timtxuk i Viatxeslav Txornovil van signar la declaració sobre l'establiment del Comitè per a la Defensa de Nina Antònívna Karavanska.
Kalinets era l'editora d'una prohibida revista de drets humans prohibida Ukraïnski Vísnik ucraïnès: Український Вісник ("Herald ucraïnès"). El juliol de 1972, sota l'article. 62 del Codi Penal ("agitació antisoviètica i propaganda") un tribunal va condemnar Stefània Xabatura i Irina Kalinets a 6 anys de presó en règim estricte i 3 anys d'exili intern. is mesos més tard i pels mateixos càrrecs, va ser condemnat el seu marit. La seva petita filla, Zvenislava, estigué separada dels seus progenitors durant 9 anys.
Kalinets pogué tornar a Lviv el 1981 després de la finalització de la seva condemna. Defensora del moviment per la independència d'Ucraïna, aviat es va unir a Memorial i Rukh, un parell d'organitzacions de drets civils.
Ucraïna es va separar de la Unió Soviètica en 1991. Kalinets va ser escollida membre de la Rada Suprema com a diputada al primer parlament posterior a la independència d'Ucraïna. Va continuar publicant escrits fins que la seva salut es va deteriorar.
Irina Kalinets va morir a causa d'una llarga malaltia el 31 de juliol de 2012, a l'edat de 71 anys.

## Creativitat
- Вбивство тисячолітньої давності. — Lviv: [Missioner], 1997. — 343 pàgs. — ISBN 966-7086-32-1.
- Гуни — нащадки Ізраїля. — Lviv: [Missioner], 1997. — 127 pàgs. — ISBN 966-7086-19-4.
- Загадки хрещення України-Руси. — Lviv: [Missioner], 2000. — 198 pàgs. — ISBN 966-7086-59-3.
- Лелека і Чорна хмара. — Кíev. : Besselka, 1993. — 23 pàgs.
- Пімбо-Бімбо. — Kíev: Piràmida, 2000. — 40 pàgs. — ISBN 966-7188-15-9.
- Студії над «Словом о полку Ігоревім». — Lviv: [Missioner],, 1999. — 166 pàgs. — ISBN 966-7086-59-3.
- Це ми, Господи. — Lviv, [Logos] 1993. — 124 с.
- Шлюб із полином. — Lviv: [Missioner], 1995. — 167 pàgs. — ISBN 5-7707-7272-7.
- Останній пагінець євшану // Dzvin. — 1992. — № 7/8. — pàgs. 2—6
- Повернення // Dzvin. — 1992. — № 11/12. — pàgs. 82—89
- Поїзд // ciència-ficció. — 1991. — № 10. — pàgs. 21.
- Про смерть Валерія Гнатенка // Sutxasnist. — 1987. — part 9. — pàgs. 45—48
- Феодосій Печерський // Kiev, Tserkva — Lviv, 2000. — № 3. — pàgs. 51—54.